# Hartertula flavoviridis
El jiji colicuña (Hartertula flavoviridis) es una especie de ave paseriforme de la familia Bernieridae endémica de Madagascar, al este de África. Es la única especie del género Hartertula.

## Descripción
Es un ave de pequeño porte, mide unos 12 cm de largo y pesa alrededor de 10 g. El plumaje de su pecho y zona inferior es amarillo brillante y oliva en la corona, alas y dorso. Sus ojos tienen un anillo ocular blanco claro y se encuentra atravesado por una lista sobre ciliar clara. No posee dimorfismo sexual en el plumaje de los adultos, y los ejemplares juveniles son similares.

## Ecología y comportamiento
El canto del ave, el cual repite mientras se alimenta es un tsee zeezeezeezeezeezee nasal. Se alimentan en la zona baja del bosque húmedo capturando insectos de las caras inferiores de las hojas y ramas, para lo cual cuelgan boca abajo. Son hábiles en extraer insectos de entre los manojos de hojas y de las redes de araña en los árboles. Se alimentan en pequeños grupos y se unen a grupos mixtos junto con otras especies para alimentarse. Construyen pequeños nidos con pastos que poseen forma de bola y que cuelgan a 1 a 2 m por encima del suelo. Su puesta consiste de dos huevos.

## Distribución y hábitat
Se lo encuentra en la zona este de la isla de Madagascar. Su hábitat natural son los bosques húmedos densos. Son comunes en bosque de mediana altitud entre los 500 y 1400 m s. n. m., siendo raro a altitudes menores y por encima de la cota de 2300 m.
IUCN lo ha catalogado como una especie casi amenazada. La especie se encuentra confinada a los bosques húmedos de mediana altitud, el cual es el hábitat forestal menos amenazado en Madagascar. Existe algo de riesgo de pérdida de hábitat.